# 下妻郵便局
下妻郵便局（しもつまゆうびんきょく）は茨城県下妻市にある郵便局。民営化前の分類では集配普通郵便局であった。

## 概要
住所：〒304-8799 茨城県下妻市下妻乙1167-1

## 沿革
- 1872年8月4日（明治5年7月1日） - 下妻郵便取扱所として開設[1]。
- 1874年（明治7年） - 下妻南当郷（しもつまみなみとうごう）郵便取扱所に改称。
- 1875年（明治8年）1月1日 - 下妻南当郷郵便局（五等）となる。
- 1876年（明治9年） - 南当郷郵便局に改称。
- 1878年（明治11年）11月 - 為替取扱を開始。
- 1879年（明治12年）6月 - 貯金取扱を開始。
- 1882年（明治15年）9月30日 - 下妻町郵便局に改称。
- 1888年（明治21年）12月12日 - 下妻郵便局に改称。
- 1897年（明治30年）4月1日 - 下妻郵便電信局となる。
- 1903年（明治36年）4月1日 - 通信官署官制の施行に伴い下妻郵便局となる。
- 1959年（昭和34年）12月24日 - 上妻郵便局および高道祖郵便局から、電話交換事務の取扱を移管[2]。
- 1963年（昭和38年）4月25日 - 電話交換事務および和文電報配達事務を、下妻電報電話局に移管。
- 1964年（昭和39年）11月16日 - 特定郵便局から普通郵便局に局種別改定。
- 1981年（昭和56年）9月 - 局舎新築。
- 1991年（平成3年）3月25日 - 千代川郵便局から集配業務を移管。
- 1999年（平成11年） - 外国通貨の両替および旅行小切手の売買に関する業務取扱を開始。
- 2007年（平成19年）10月1日 - 民営化に伴い、併設された郵便事業下妻支店に一部業務を移管。
- 2010年（平成22年）4月1日 - 石下集配センターの統括を郵便事業下館支店から同下妻支店に移管。
- 2012年（平成24年）10月1日 - 日本郵便株式会社発足に伴い、郵便事業下妻支店を下妻郵便局に統合。

## 取扱内容
- 郵便、印紙、ゆうパック、内容証明
- 貯金、為替、振替、振込、国際送金、国債、投資信託
- 生命保険、バイク自賠責保険、自動車保険
- ゆうちょ銀行ATM
- 下妻市内の集配業務
- ゆうゆう窓口

## 風景印
- 図案は重要文化財『大宝八幡神社』・『砂沼』・『筑波山』
- 使用開始日は1984年（昭和59年）2月23日

## 周辺
- 下妻市役所
- 茨城県立下妻第一高等学校・附属中学校
- 茨城県立下妻第二高等学校
- 国道125号
- 砂沼

## アクセス
- 関東鉄道常総線 下妻駅から徒歩約3分
- 関東鉄道バス 小野子停留所、もしくは下妻駅停留所下車
- 駐車場あり：18台